# 本町南ガーデンシティ
本町南ガーデンシティ（ほんまちみなみガーデンシティ）は、大阪府大阪市中央区北久宝寺町（御堂筋沿い）にある超高層ビル。

## 概要
鴻池組の旧本社ビルの跡地に、積水ハウスにより開発されたオフィスビルである。
積水ハウスは、2014年12月に13階から24階の部分を231億円、2019年6月に1階から12階の部分を209億円で、積水ハウス・リート投資法人に譲渡した。2020年4月末時点の鑑定評価額は564億円である。

## 入居者
- 鴻池組本社・大阪本店
  - 在大阪タンザニア連合共和国名誉領事館
- ライオン大阪オフィス（5・6階）
- サーブコープ 心斎橋 本町南ガーデンシティ（7階）
- LIPS ONE 本社（8階）

## 受賞等
- DBJ Green Building認証 4つ星[4]
- CASBEE不動産評価認証 Sランク[5]

## 交通アクセス
- 大阪市高速電気軌道(Osaka Metro)御堂筋線：本町駅